# Acromyrmex ambiguus
Acromyrmex ambiguus (лат.) — вид муравьёв-листорезов из трибы грибководов Attini подсемейства Myrmicinae (Formicidae).

## Описание
Неотропика: Бразилия, Парагвай, Уругвай. На верхней части груди имеются 4 крупных защитных шипика (два на пронотуме и два на эпинотуме). Брюшко и задне-боковые части головы сверху также несут небольшие шиповатые бугорки. Характерны своим тесным симбиозом с грибами, выращиваемыми в земляных муравейниках на основе листовой пережёванной массы.
На плантациях растений семейства Ивовые (Salicaceae) в нижней дельте реки Парана муравьи собирали на одну колонию 4,9—6,0 кг сухой биомассы в течение года. Кормовая активность была выше весной и летом, но они избегали экстремальных температур. Накопленная собранная биомасса была выше летом (28,8 и 25,7 г/колонию в день для Ac. lundii и Ac. ambiguus, соответственно). Однако весной Ac. lundii собирал в три раза больше биомассы, чем Ac. ambiguus (30,3 и 13,1 г/колонию/день, соответственно).

## Систематика
Вид был впервые описан по рабочим особям из Бразилии итальянским мирмекологом К. Эмери (Emery, 1888) в составе рода Atta в качестве вариетета Atta (Acromyrmex) lundi var. ambigua Emery, 1888. В составе рода Acromyrmex числится с 1914 года (Bruch, 1914), а в статусе самостоятельного вида с 1905 года (Emery, 1905).